# Garnisonmuseum Nürnberg
Das Garnisonmuseum Nürnberg ist ein 1992 als Teilmuseum des Museum Industriekultur eingerichtetes, militärhistorisches Museum, das seit 1996 als eigenständiges Museum im ehemaligen Hochbunker Hohe Marter im gleichnamigen Stadtteil beheimatet ist.

## Geschichte
Mit Beginn der Auflösung des Militärstandortes Nürnberg ab dem Jahr 1992 bildete sich ein Förderverein, der die Einrichtung eines militärhistorischen Museums verfolgte. Unter Einbeziehung einer militärgeschichtlichen Sammlung der Bundeswehr wurde das Garnisonmuseum noch im selben Jahr als Teilmuseum des Museums Industriekultur in dessen Räumlichkeiten eröffnet. Als eigenständiges Museum erfolgte 1996 der Umzug in einen ehemaligen Luftschutzbunker im Stadtteil Hohe Marter. 2006 wurden das Archiv und die zugehörige Fachbibliothek aus Platzgründen in den Spittlertorturm an der Nürnberger Stadtmauer ausgelagert.

## Museum
Das Garnisonmuseum Nürnberg umfasst neben einer Dauerausstellung, auch ein Archiv, eine Fachbibliothek sowie Sonderführungen, Vortragsveranstaltungen und militärhistorische Reisen.

### Ausstellung
In der Ausstellung, die Großdioramen, Uniformen, Fahrzeuge, Waffen, Fotos, Dokumente, Orden, Ehrenzeichen und vieles mehr umfasst, wird die Militärgeschichte Mittelfrankens, insbesondere die der Stadt Nürnberg, dargestellt. Die rund 300 m² große Ausstellungsfläche ist hierbei thematisch in die Geschichte der Stadt Nürnberg gegliedert und zeigt die Ausrüstung des reichsstädtischen Militärs bis 1806, die Bekleidung und Organisation der Königlich Bayerischen Armee bis 1918, der Reichswehr bis 1933, der Wehrmacht bis 1945 und der Bundeswehr sowie der US-Streitkräfte bis in die 1990er Jahre. Neben den Lebensumständen der Soldaten, die beispielsweise anhand eines Schützengrabenabschnitt von 1916, einer Gefechtsstandszene von 1944, einem Kriegsgefangenenlager oder einer Bundeswehrstube dargestellt werden, werden auch Modelle der Kriegsmarine, Feldstellungen aus den Weltkriegen und typische Luftschutzkeller aus dem Zweiten Weltkrieg gezeigt. Ebenso werden Lebenswege der Soldaten aller Epochen und Dienstgrade mithilfe von kompletten Familiennachlässen präsentiert.

### Archiv und Bibliothek

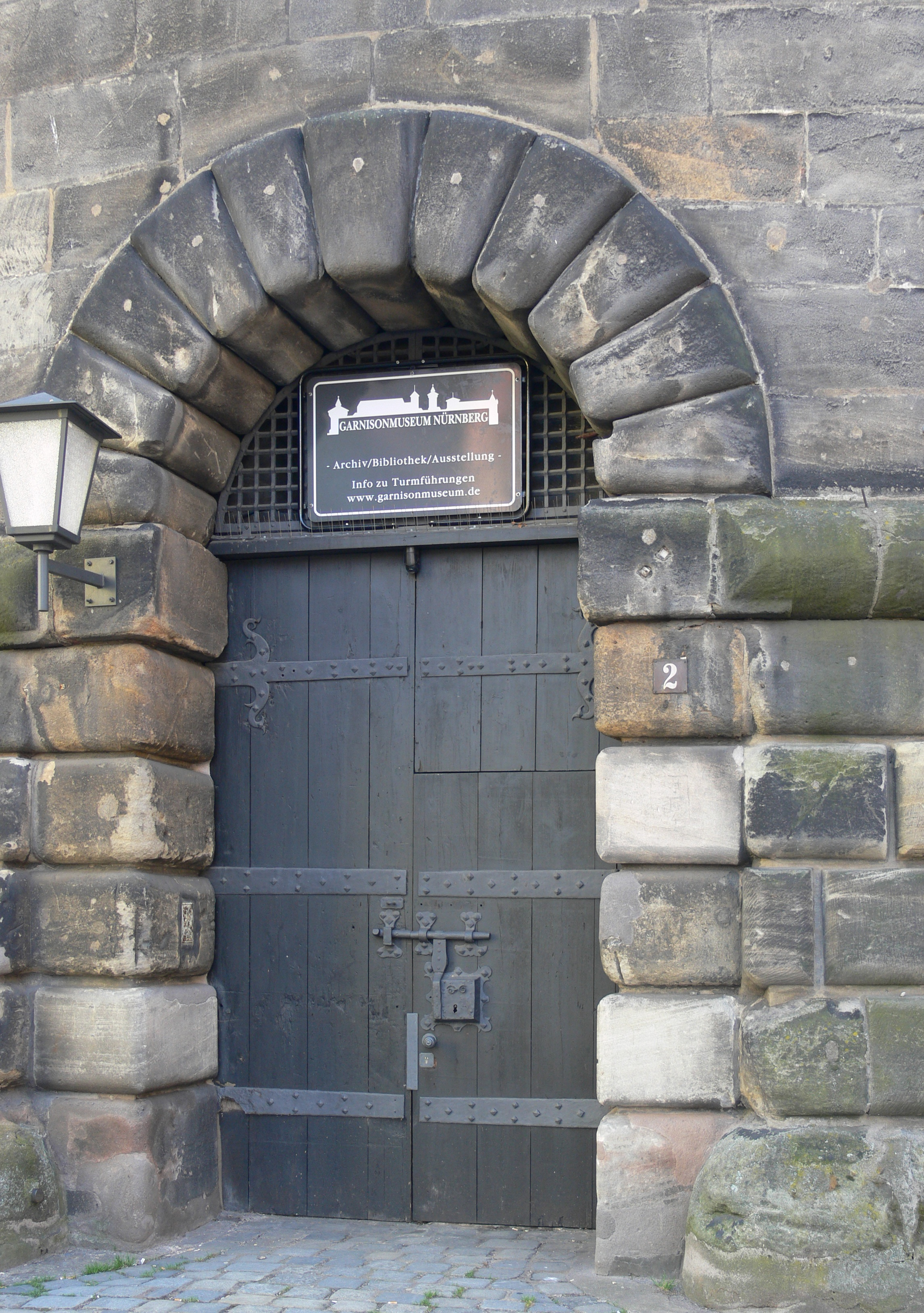
Eingang zum Archiv- und Bibliotheksgebäude

Das Archiv und die Bibliothek, die zeitgleich mit dem Museum entstanden, wurden 2006 auf Grund mangelndes Platzes am Standort Hohe Marter in den Spittlertorturm am Nürnberger Plärrer ausgelagert. Die militärgeschichtliche Fachbibliothek umfasst heute rund 10.000 Bände und das Archiv eine große Dokumenten- und Fotosammlung.

### Sonderführungen
Auf Anfrage werden auch Sonderführungen im Museum sowie im Stadtgebiet angeboten, darunter:
- Der bunte Rock – Die Königlich Bayerische Armee im Großraum
- Die Reichswehr in Nürnberg, Fürth und Erlangen
- Die Weltkriege
- Ohne besondere Vorkommnisse? – Die Garnison im Dritten Reich
- Vom Besatzer zum Freund – Die US-Garnison
- Was mancher nicht weiß – Soldatenhumor und militärische Kuriosa
- Deutsche Soldaten jüdischen Glaubens – ein vergessenes Kapitel der Militärgeschichte

## Gebäude
Der denkmalgeschützte Hochbunker Hohe Marter wurde 1941 im Zuge der Luftschutzmaßnahmen als siebengeschossiger Rundbau mit flachem Kelgeldach, Rundbogenportal und Arkadenfries errichtet. Der Eisenbetonbau mit Backsteinverblendung weist ungefähr 2,40 m dicke Wände auf und wurde 1996 für die Nutzung als Museum umgebaut.